# Nomenclature systématique
Ne doit pas être confondu avec Nomenclature (biologie).
La nomenclature systématique est un système de dénomination standardisée des composés chimiques qui est l'application plus ou moins stricte des recommandations de, par exemple, la nomenclature IUPAC, la nomenclature des Chemical Abstracts ou de tout autre système.
Ces règles permettent de s'assurer qu'un nom correspond à une et une seule molécule. En revanche, il est possible qu'une molécule possède plusieurs noms systématiques selon le système utilisé (substitution, addition, remplacement, etc.).
Une croyance persistante laisse croire que le nom systématique correspond au nom IUPAC, ce qui est totalement faux. La nomenclature IUPAC décrit effectivement des règles pour définir un nom « non ambigu » pour une structure moléculaire, mais elle fait aussi état d'un nom préféré qui correspond souvent au nom trivial du composé en question.
On parle donc également :
- du nom systématique d'un composé chimique lorsque ce nom a été établi selon les règles les plus strictes de l'IUPAC ou du CAS. Il s'oppose à tout autre nom trivial ;
- de numérotation systématique d'un composé chimique lorsque la numérotation des atomes suit les règles de cette nomenclature ; en revanche, la numérotation systématique ne s'applique qu'à des fragments d'une molécule.